# Marian Czachor
Marian Czachor (ur. 8 grudnia 1924 w Radomiu, zm. 15 lutego 2018) – polski piłkarz, jednokrotny reprezentant kraju (mecz z Rumunią, 1947). Występował na pozycji lewoskrzydłowego, choć początkowo grał w obronie. W czasie swojej kariery zawodniczej reprezentował barwy jednego zespołu, Radomiaka. W 1946 roku grał z nim w 1/4 finału mistrzostw Polski. W 1958 roku zakończył grę i zajął się pracą szkoleniową.

## Kariera zawodnicza

### Szkolne lata
Wychował się w rodzinie o tradycjach sportowych. Miał trzech braci: Ryszarda, Jerzego i Aleksandra. W wieku 11 lat trenował biegi długodystansowe. Z kolei na placach cegielni przy ul. Średniej, a także na łąkach wokół Starego Miasta wraz z braćmi Aleksandrem i Jerzym uprawiał piłkę nożną. Zamiłowanie do sportu przejął po ojcu, Aleksandrze, ówczesnym działaczu WKS Czarni i najstarszym bracie, Ryszardzie – piłkarzu tego klubu.
Już jako uczeń czwartej klasy grał w reprezentacji Szkoły Powszechnej im. Tadeusza Kościuszki i wyróżniał się umiejętnościami wśród starszych o trzy lata kolegów. Wraz z braćmi, Jerzym i Aleksandrem, stanowił trzon tej drużyny.

### Historyczny mecz w czasie okupacji
W wyniku wybuchu II wojny światowej młodzież była zmuszona do rozstania się ze sportem. Uprawiała sport na łąkach wokół miasta. Po wznowieniu nauki w roku 1940 przywrócone zostały piłkarskie rozgrywki międzyszkolne. Jerzy Czachor wtedy zorganizował Szkolny Klub Sportowy Radom, w którym do gry namówił swoich braci.
Jeden z najważniejszych meczów rozegranych w czasie okupacji odbył się 4 czerwca 1944 roku na Stadionie Miejskim przy ul. Kozienickiej w ramach rozgrywek o mistrzostwo Warszawy. Pozwolenie Komendanta Miasta zdobyto podstępem. SKS podejmował Polonię-Grochów Warszawa. Przy 7-tysięcznej publiczności radomianie pokonali stołeczny zespół 3:1.

Był to jedyny mecz, w którym zagrała cała nasza czwórka. Niemcy zatrzymali potem Ryszarda Czachora i Sergiusza Mieczkowskiego, którzy byli organizatorami tego spotkania, jako zakładników i zaczęli sprawdzać czy któryś z grających nie należał do organizacji. Gdyby znaleźli choć jednego, to wszyscy zostaliby aresztowani. Po 48 godzinach zakładnicy zostali wypuszczeni, a wszyscy przecież gdzieś działaliśmy... Dwa tygodnie później w Parku Paderewskiego w Warszawie odbył się rewanż, w którym zremisowaliśmy 3:3.

### Radomiak Radom
W całej karierze zawodowej reprezentował barwy tylko jednego klubu, Radomiaka Radom, w latach 1945–1958. Był mistrzem Okręgu Warszawskiego w 1945 roku i Podokręgu Radomskiego (1946). Brał udział w pierwszych mistrzostwach Polski w 1946 roku, gdzie Radomiak w grupie półfinałowej przegrał z ŁKS Łódź 1:3, plasując się w ósemce najlepszych drużyn w Polsce. W latach 1947–1948 grał w drużynie Radomiaka w rozgrywkach o awans do I ligi. Od 1949 do 1952 roku w II lidze, zaś w 1953 w III lidze.

### Występy w reprezentacji Polski
19 lipca 1947 roku wystąpił w reprezentacji Polski podczas międzypaństwowego spotkania z Rumunią, przegranego przez Polaków 1:2. Po jednym z jego zagrań bramkę dla Polaków strzelił Gerard Cieślik.
Kilka dni wcześniej powołany został na sparing z czeską drużyną Viktoria Pilzno. Występ Czachora opisuje fragment relacji zamieszony w Przeglądzie Sportowym. – (...) W 89 minucie gry po akcji Kulawik – Czachor – Cieślik, ten ostatni ustala wynik na 5:2 (...), a dalej (...) Debiutujący w Teamie PZPN – Czachor, spisuje się dobrze. Jest szybki, zwrotny, wygrywa pojedynki z rywalami (...). – Cały artykuł opublikowano pod tytułem: Victoria Pilzno przegrywa z teamem PZPN 2:5. Udany debiut Kulawika i Czachora. Po tym meczu otrzymał wielu ofert. Przede wszystkim propozycję gry złożyły: Ruch Chorzów z inicjatywy Cieślika, ŁKS, Cracovia i Garbarnia Kraków. On sam jednak podkreślał, że jest wierny Radomiakowi.
W reprezentacji Czachor mógł zadebiutować wcześniej, ale Służba Bezpieczeństwa nie wydała mu zezwolenia na wyjazd do Oslo na mecz z Norwegią. Selekcjoner Henryk Reyman powołał go także na kolejne spotkanie, tym razem z Czechosłowacją w Pradze. W czasie przedmeczowego zgrupowania kadry został sfaulowany przez Kamińskiego piłkarza ŁKS-u, w wyniku czego zerwał ścięgno Achillesa i musiał zrezygnować z występów w drużynie narodowej.
Czachor zmarł 15 lutego 2018 w wieku 93 lat, pochowany na cmentarzu przy ul. Limanowskiego w Radomiu.